# Rörsjön, Hälsingland
Rörsjön är en sjö i Härjedalens kommun och Ljusdals kommun i Hälsingland och ingår i Ljusnans huvudavrinningsområde. Sjön har en area på 0,6 kvadratkilometer och ligger 346 meter över havet. Rörsjön ligger i Voxnan (Jämtlands län) Natura 2000-område. Sjön avvattnas av vattendraget Voxnan.

## Delavrinningsområde
Rörsjön ingår i det delavrinningsområde (685352-144787) som SMHI kallar för Ovan Jättån. Medelhöjden är 398 meter över havet och ytan är 12,21 kvadratkilometer. Räknas de 69 avrinningsområdena uppströms in blir den ackumulerade arean 477,39 kvadratkilometer. Voxnan som avvattnar avrinningsområdet har biflödesordning 2, vilket innebär att vattnet flödar genom totalt 2 vattendrag innan det når havet efter 193 kilometer. Avrinningsområdet består mestadels av skog (81 procent). Avrinningsområdet har 0,59 kvadratkilometer vattenytor vilket ger det en sjöprocent på 4,9 procent.